# Kanton Schirmeck
Schirmeck is een voormalig kanton van het Franse departement Bas-Rhin. Het kanton maakte deel uit van het arrondissement Molsheim.
In 1795 werd de streek rond Schirmeck, waar rond die tijd nog maar weinig Elzassisch dialect gesproken werd, losgemaakt van het departemement Bas-Rhin en bij het departement Vosges gevoegd. Barembach, Natzwiller, Neuviller, Rothau, Russ, Schirmeck, Waldersbach, Wildersbach en Wisches werden ingedeeld bij district Senones.
In 1871 werd het gebied middels het Verdrag van Frankfurt geannexeerd en deel van het Reichsland Elzas-Lotharingen van het Duitse Keizerrijk, met uitzondering van de gemeente Raon-sur-Plaine dat werd ingedeeld bij het kanton Raon-l'Étape van het departement Vosges. Toen na de Eerste Wereldoorlog Elzas-Lotharingen geannexeerd werd door Frankrijk werd het kanton Schirmeck opnieuw ingedeeld bij het departement Bas-Rhin.
Op 1 januari 2015 werd het kanton opgeheven en de gemeentes werden opgenomen in het nieuwe kanton Mutzig.

## Gemeenten
Het kanton Schirmeck omvatte de volgende gemeenten:
- Barembach
- Bellefosse
- Belmont
- Blancherupt
- La Broque
- Fouday
- Grandfontaine
- Natzwiller
- Neuviller-la-Roche
- Rothau
- Russ
- Schirmeck (hoofdplaats)
- Solbach
- Waldersbach
- Wildersbach
- Wisches